# Supermassive Games
Supermassive Games est un studio de développement de jeux vidéo fondé en 2008 et situé à Guildford en Angleterre. 
Le studio travaille principalement sur des titres exclusifs à la PlayStation 3. En 2010, il sort deux jeux pour accompagner le lancement du PlayStation Move : Start the Party! et Tumble.
Ils sont surtout devenus très connus grâce à leur jeu Until Dawn, qui est élu « Meilleure surprise de la rentrée 2015 » et qui a été très bien accueilli autant par les joueurs que par les critiques.
Lors du Gamescom 2018 à Cologne, Supermassive Games annonce The Dark Pictures Anthology. Il s'agit du premier jeu épisodique réalisé par le studio. À l'instar d'Until Dawn, c'est un jeu horrifique comme savent le faire les développeurs de Supermassive Games. Comme dans Until Dawn, de véritables acteurs interprètent les différents personnages du jeu, avec entre autres l'acteur canadien Shawn Ashmore qui incarnait Jack Joyce dans Quantum Break. Contrairement aux précédentes productions du studio britannique, c'est Bandai Namco Games (et non Sony Interactive Entertainment) qui édite ce jeu. Le premier épisode Man of Medan, sort en 2019, sur Windows, Playstation 4 et Xbox One.
Le 22 août 2023 est annoncé, lors de l'ouverture de la Gamescom, la sortie en 2024 de Little Nightmares III, troisième opus de la franchise Little Nightmares. Contrairement aux deux premiers épisodes, développés par Tarsier Studios, c'est Supermassive Games qui s'en occupe cette fois-ci. 

## Productions
| Date de sortie | Titre                                        | Plateformes                                                                             |
| -------------- | -------------------------------------------- | --------------------------------------------------------------------------------------- |
| 2009–2010      | LittleBigPlanet (DLC)                        | PlayStation 3                                                                           |
| 2010           | Tumble                                       | PlayStation 3                                                                           |
| 2010           | Start the Party!                             | PlayStation 3                                                                           |
| 2010           | Sackboy's Prehistoric Moves                  | PlayStation 3                                                                           |
| 2011           | Start the Party! Save the World              | PlayStation 3                                                                           |
| 2011–2012      | Little Big Planet 2 (DLC)                    | PlayStation 3                                                                           |
| 2012           | Doctor Who: The Eternity Clock               | Microsoft Windows, PlayStation 3, PlayStation Vita                                      |
| 2012           | Killzone HD                                  | PlayStation 3                                                                           |
| 2013           | Little Big Planet PS Vita (DLC)              | PlayStation Vita                                                                        |
| 2013           | Wonderbook : Sur la Terre des Dinosaures     | PlayStation 3                                                                           |
| 2015           | Until Dawn                                   | PlayStation 4                                                                           |
| 2016           | Until Dawn: Rush of Blood                    | PlayStation VR                                                                          |
| 2016           | Tumble VR                                    | PlayStation VR                                                                          |
| 2017           | Hidden Agenda                                | PlayStation 4                                                                           |
| 2018           | The Inpatient                                | PlayStation VR                                                                          |
| 2018           | Bravo Team                                   | PlayStation VR                                                                          |
| 2019           | The Dark Pictures Anthology: Man of Medan    | Microsoft Windows, PlayStation 4, Xbox One, Nintendo Switch                             |
| 2020           | The Dark Pictures Anthology: Little Hope     | Microsoft Windows, PlayStation 4, Xbox One, Nintendo Switch                             |
| 2021           | Little Nightmares II: Enhanced Edition       | Microsoft Windows, PlayStation 4, PlayStation 5, Xbox One, Xbox Series, Nintendo Switch |
| 2021           | The Dark Pictures Anthology: House of Ashes  | Microsoft Windows, PlayStation 4, PlayStation 5, Xbox One, Xbox Series                  |
| 2022           | The Quarry                                   | Microsoft Windows, PlayStation 4, PlayStation 5, Xbox One, Xbox Series                  |
| 2022           | The Dark Pictures Anthology: The Devil in Me | Microsoft Windows, PlayStation 4, PlayStation 5, Xbox One, Xbox Series                  |
| 2023           | The Dark Pictures: Switchback VR             | PlayStation 5 (PlayStation VR2)                                                         |
| 2024           | The Casting of Frank Stone                   | Microsoft Windows, PlayStation 5, Xbox Series X/S                                       |
| 2025           | Little Nightmares III                        | Microsoft Windows, PlayStation 5, Xbox Series X/S                                       |
| 2025           | The Dark Pictures Anthology: Directive 8020  | Microsoft Windows, PlayStation 5, Xbox Series X/S                                       |